# 古巴死刑制度
死刑是古巴的法定刑罚，但古巴已被纳入“实际上已废除死刑的国家”行列。古巴最后一次执行死刑是在2003年。
2008年4月，古巴决定将所有的死刑判决减为有期徒刑或30年监禁。时任古巴国务委员会主席劳尔·卡斯特罗表示，这一决定是出于人道主义和道德准则，但死刑仍将保留在古巴的刑法典中。劳尔·卡斯特罗称：“放弃死刑对真正的恐怖分子和帝国主义雇佣兵的威慑力是不负责任的和虚伪的。”2010年12月，古巴最高法院赦免了最后一名待决死刑犯哈姆伯托·里尔的死刑。里尔是美国古巴流亡团体成员，1994年潜入古巴后以杀人罪被判处死刑，这次赦免将他的刑事处罚改为30年监禁。

## 死刑罪名及执行方式
根据2022年通过的现行古巴刑法，共有23种极其严重的罪行可被判处死刑。包括谋杀及威胁谋杀、严重强奸、恐怖主义、劫机、海盗、贩毒和制造毒品、间谍和叛国罪等。
古巴的死刑以枪决的方式执行。

## 知名案例
- 1989年：阿纳尔多·奥乔亚·桑切斯因被指控走私贩运毒品和洗钱被判处死刑，当年7月13日被枪决。
- 2003年：三名男子因伙同他人于当年4月4日劫持渡轮前往美国，在渡轮被解救后被捕并被以海盗罪判处死刑，4月11日被处决。这是古巴迄今为止的最后一例死刑执行。[5]